# Sebastian Michał Tyczyński
Sebastian Michał Tyczyński (ur. 1799, zm. 20 maja 1853 w Falkenbergu) – polski ksiądz rzymskokatolicki, doktor teologii, nauczyciel, profesor historii Kościoła, prawa kościelnego i teologii, rektor Uniwersytetu Lwowskiego (1849–1850).
Nauki pobierał we Lwowie i w Wiedniu. W 1826 obronił doktorat na Wydziale Teologicznym Uniwersytetu Wiedeńskiego.  Po powrocie z Wiednia został proboszczem w Hoczwi. W 1827 został sekretarzem biskupa przemyskiego Jana Antoniego de Potoczki. W 1929 rozpoczął wykłady z teologii na Uniwersytecie Lwowskim, od 1831 do śmierci w 1853 wykładał także dogmatykę.